# Rosellinia britannica
Rosellinia britannica är en svampart som beskrevs av L.E. Petrini, Petrini & S.M. Francis 1989. Rosellinia britannica ingår i släktet Rosellinia och familjen kolkärnsvampar.  Arten är reproducerande i Sverige. Inga underarter finns listade i Catalogue of Life.